# كريكيون منثني
كريكيون منثني (الاسم العلمي:Corycium deflexum) هو نوع من النباتات يتبع جنس الكريكيون من الفصيلة السحلبية.